# Hyphilaria barissus
Hyphilaria barissus är en fjärilsart som beskrevs av William Chapman Hewitson 1875. Hyphilaria barissus ingår i släktet Hyphilaria och familjen Riodinidae. Inga underarter finns listade i Catalogue of Life.